# (5018) Tenmu
(5018) Tenmu (1977 DY8) – planetoida z pasa głównego asteroid okrążająca Słońce w ciągu 3,17 lat w średniej odległości 2,16 j.a. Odkryta 19 lutego 1977 roku.